# HD 185657
HD 185657，又名BD+48 2922，SAO 48673、HR 7477，是一颗恒星，视星等为6.47，位于銀經81.91，銀緯13.22，其B1900.0坐标为赤經19h 35m 10.1s，赤緯+49° 13.22′ 10″。